# Son Mi-na
Son Mi-na (* 8. Oktober 1964) ist eine ehemalige südkoreanische Handballspielerin. Sie nahm an zwei Olympischen Spielen teil und sprach 1988 den olympischen Eid.
Son Mi-na hatte ihr olympisches Debüt bei den Olympischen Sommerspielen 1984 in Los Angeles. Sie zog mit der Mannschaft ins Finale ein, in dem sie jedoch unterlag. Damit gewann sie die Silbermedaille im Handball-Turnier. Vier Jahre später bei den Olympischen Sommerspielen 1988 sprach Son Mi-na während der Eröffnungsfeier den Olympischen Eid zusammen mit dem Basketballspieler Hur Jae. Im Turnier erreichte die südkoreanische Mannschaft das Finale, in dem sie die Goldmedaille gewann.